# Safranbolu
Safranbolu je grad i kajmakam u pokrajini Karabük, sjeverna Turska, 200 km sjeverno od Ankare, a oko 100 km južno od Crnog mora. Grad je dobio ime od grčke riječi saffron koja znači "šafran", te je prije bio poznat kao Saframpolis (grčki: Σαφραμπολις, "Grad šafrana"). Naime, grad je najpoznatiji prema tradiciji uzgoja i trgovini šafrana, koja je još uvijek živa u obližnjem selu Davutobası koje slovi kao uzgajalište najboljih šafrana na svijetu.
Stari dio grada Safranbolua, nastao za vrijeme trgovine šafranima, nalazi se u dubokoj i vlažnoj kotlini u inače suhoparnom krajoliku. Grad ima 1008 povijesnih spomenika iz osmanskog razdoblja: privatni muzej, 25 džamija, pet turbeta (mauzoleja), osam česmi, pet hamama, tri karavan-saraja, sunčani sat i stotine privatnih povijesnih kuća i vila tradicionalne gradnje. 
Tu su i tragovi prapovijesnih i antičkih naselja poput gromila, grobnica i rimskih mostova. Zbog toga je 1994. godine upisan na UNESCO-ov popis mjesta svjetske baštine u Aziji i Oceaniji.
Novi dio grada se nalazi na visoravni, oko 2 km zapadno od Starog grada. U njemu se nalazi više obrazovnih institucija poput Fakulteta likovnih umjetnosti i dizajna Fethi Toker koji je odjel Sveučilišta Zonguldak Karaelmas.

## Povijest
Povijesna pokrajina Paflagonija je od davnina bila domom mnogim narodima (Paflagonci, Kaški, Kapadocijci). Područje grada Safranbolua je bilo naseljeno još u prapovijesti o ćemu svjedoče grobnice isklesane u njenim stijenama. Turci Seldžuci je osvajaju 1196. godine i grad Saframpolis je pripao pokrajini Sinop. Oni su ga najprije prozvali Zalifre, a potom Taraklıborlu, no naposljetku su samo preveli stari grčki naziv u Safranbolu.
Od 13. stoljeća pa sve do dolaska željeznice početkom 20. stoljeća, Safranbolu je bio važnom karavanskom postajom na glavnom putu koji je spajao Istok i Zapad Osmanskog carstva, ali i Europu s Orijentom. Stara džamija, kupatilo i Medresa Sulejman paše su izgrađeni 1322. godine. Tijekom vrhunca u 17. stoljeću proširena je gradska tržnica kako bi se udovoljilo zahtjevima sve većeg broja posjetitelja. Iz ovog razdoblja su sačuvane mnoge građevine kao što su: Konak Cinci koji je imao više od 60 gostinjskih soba (1640. – 48.), Džamije Koprülü (1661.) i Let Paša (1796.), kao i brojne trgovine, štale i kupatila. Arhitektura Safranbolua iz ovog razdoblja je utjecala na urbanistički razvoj gradova u cijelom Osmanskom carstvu.
Dolaskom željeznice u 19. stoljeću Safranbolu je izgubio na važnosti, i središtem pokrajine postaje grad Karabük sa svojom željezarom, ali je upravo zbog toga njegova arhitektura ostala nedirnuta industrijskim napretkom.

## Odlike
Safranbolu se nalazi južno od antičke citadele, u pravcu jug-istok, a sastoji se od četiri dijela:
- Trokutasta tržnica Çukur ("Rupa") u donjem dijelu grada koja je okružena kućama i radionicama obrtnika kao što su kožari, kovači, krojači, sjedlari i obućari. Ulice u ovoj četvrti su uske i zakrivljene prateći obrise dvaju rijeka koje ju uokviruju. Popločane su tako da im je središnji dio uzdignut kako bi se vode izlijevale prema krajevima. Starije kuće imaju poludrvene konstrukcije, a ostatak pročelja je ispunjavan raznim materijalima (glina, opeka, i sl.). Njihova pročelja prema ulici nemaju prozora te izgledaju kao nastavak vrtnih zidova; glavne prostorije su na orvom katu, dok su stropovi bogato ukrašeni rezbarijama u drvetu, i oslikani.
- Kıranköy je nekad bila četvrt nemuslimana koja je svojom arhitekturom podsjećala na slične četvrti tadašnjih europskih gradova, kao što su obrtnici i trgovci koji su živjeli odmah iznad svojih radionica i trgovina, dok su im podrumi služili za vino ili kao skladišta.
- Bağlar ("vinogradi") je četvrt koja se sastojala od usamljenih kuća s velikim vrtovima.
- Novija četvrt koja je izvan povijesnog središta.

- Konak Asmazlar iznutra
- Ulica u Çukuru
- Starorimska regulacija potoka u Cukuru
- Tradicionalne kuće
- Konak Cinci

## Gradovi prijatelji
Safranbolu ima ugovore o partnerstvu sa sljedećim gradovima:
- Elabuga, Rusija
- Ohrid, Makedonija

## Vanjske poveznice
- Povijesni grad Safranbolu  Arhivirana inačica izvorne stranice od 25. srpnja 2012. (Wayback Machine) (engl.)
- Kuća u Safranbolu
- Fotografije  Arhivirana inačica izvorne stranice od 14. prosinca 2013. (Wayback Machine) (engl.)